# Solbin
Ahn Sol-bin (hangul: 안솔빈)  (19 de agosto de 1997), mais conhecida mononimamente como Solbin (hangul: 솔빈), é uma cantora, atriz e modelo sul-coreana. Ela é membro do girl group sul-coreano Laboum.

## Filmografia

### Filme
| Ano  | Título                           | Função             | Notas | Ref.        |
| ---- | -------------------------------- | ------------------ | ----- | ----------- |
| 2016 | Duel: Final Round                | Colega de Jung-ran |       | [ 1 ]       |
| 2018 | Bling Bling Sounds               | Lee Soo-ah         |       | [ 2 ]       |
| 2019 | The Mistake of Survivorship Bias | Sung Ji-na         |       | [ 3 ]       |
| 2021 | Only I Can See                   | Min Jung           |       | [ 4 ] [ 5 ] |

### Séries de televisão
| Ano  | Título                              | Função                        | Rede                  | Notas                | Ref.   |
| ---- | ----------------------------------- | ----------------------------- | --------------------- | -------------------- | ------ |
| 2016 | The Sound Of Your Heart             | Ela própria                   | KBS2                  |                      | [ 6 ]  |
| 2016 | Solomon's Perjury                   | Lee Yoo-jin                   | JTBC                  |                      | [ 7 ]  |
| 2016 | A Special Meal of the Weirdo, Nara  | Na-ra                         | Naver TV, V Live      | Web Series           | [ 8 ]  |
| 2017 | Reunited Worlds                     | Nam Soon-ji                   | SBS                   |                      | [ 9 ]  |
| 2017 | All the Love in the World: Season 2 | Min-yeong                     | Naver TV              | Web Series           | [ 10 ] |
| 2017 | Meloholic                           | Kim Min-jung                  | OCN                   |                      | [ 11 ] |
| 2018 | Nice Witch                          | Bong Chun-ji                  | SBS                   |                      | [ 12 ] |
| 2019 | Soul Plate                          | Soopia                        | Naver TVCast, YouTube | Web Series           | [ 13 ] |
| 2020 | Touch                               | Song Ha-won                   | Channel A             | Cameo (Episódio 2-3) | [ 14 ] |
| 2020 | Itaewon Class                       | Colega de classe de Sae Ro Yi | JTBC                  | Cameo (Episódio 1)   | [ 15 ] |
| 2020 | Backstreet Rookie                   | Jung Eun-byul                 | SBS                   |                      | [ 16 ] |
| 2021 | Oh! Master                          | Kim Ji-yeon                   | MBC                   | Cameo (Episódio 1–2) | [ 17 ] |

### Variety show
| Ano       | Título     | Função        | Rede | Notas | Ref.          |
| --------- | ---------- | ------------- | ---- | --- | ------------- |
| 2016–2018 | Music Bank | Apresentadora | KBS2 | Com Kang Min-hyuk (1 de julho de 2016 - 4 de novembro de 2016) Com Lee Seo-won (11 de novembro de 2016 - 11 de maio de 2018) | [ 18 ] [ 19 ] |